# André Willequet

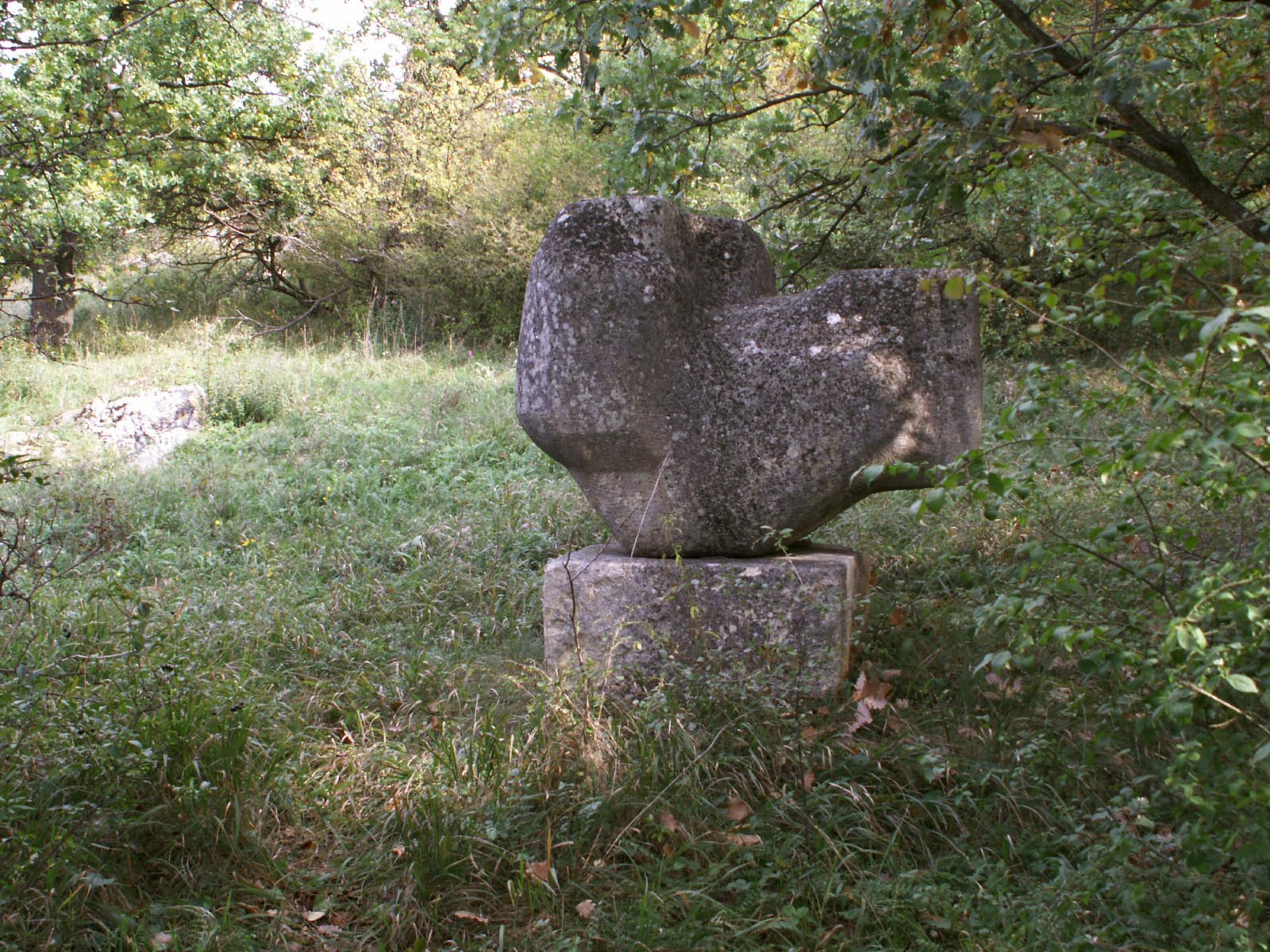
Ohne titel (1959) in Sankt Margarethen im Burgenland

André Willequet (* 3. Januar 1921 in Brüssel, Belgien; † 1. Juli 1998 in Ukkel, Belgien) war ein belgischer Bildhauer.

## Leben und Werk
Willequet ist in Brüssel geboren, aber aufgewachsen in Luxembourg. Er studierte von 1940 bis 1945 bei dem Bildhauer Oscar Jespers an der belgischen École nationale supérieure des arts visuels (ENSAV) - vorher École Nationale Supérieure d'Architecture et des Arts Décoratifs (ENSAAD - la Cambre) in Brüssel. Im Jahre 1947 wurde er mit dem zweiten Preis bei der Preisverleihung des Prix de Rome ausgezeichnet. Er unternahm eine Reise nach Frankreich und begegnete dort den Künstlern Constantin Brâncuși, Ossip Zadkine und Henri Laurens. Ab 1951 bis 1952 studierte er am Royal College of Art in London bei den Bildhauern Jacob Epstein und Henry Moore. 1959 ging er nach Florenz und Rom und wurde als Steinbildhauer zu dem ersten Europäischen Bildhauersymposion St. Margarethen mit Karl Prantl in Sankt Margarethen im Burgenland eingeladen. 1985 wurde er korrespondierendes und 1997 Vollmitglied der Académie royale des Sciences, des Lettres et des Beaux-Arts de Belgique (Classe des Beaux-Arts).
Der Stil von Willequet veränderte sich vom figurativen gegenständlichen Stil zur Abstrakten Kunst. Er arbeitete mit Holz, Naturstein, Bronze und Stahl. Einige seiner Arbeiten befinden sich in der Region von Brüssel.